# Atyidae
Atyidae is een familie van kreeftachtigen uit de klasse van de Malacostraca (hogere kreeftachtigen). Deze familie is de enige familie onder de superfamilie Atyoidea.

## Verspreiding en leefgebied
Ze zijn aanwezig in alle tropische en meeste gematigde wateren van de wereld. Volwassen exemplaren in deze familie zijn bijna overal begrensd door zoet water. 

## Taxonomie
Deze indeling erkent geen onderfamiles en volgt De Grave et al., 2009
- Antecaridina Edmondson, 1954
- Archaeatya Villalobos, 1959
- Atya Leach, 1816
- Atyaephyra de Brito Capello, 1867
- Atyella Calman, 1906
- Atyoida Randall, 1840
- Atyopsis Chace, 1983
- Australatya Chace, 1983
- Caridella Calman, 1906
- Caridina H. Milne Edwards, 1837
- Caridinides Calman, 1926
- Caridinopsis Bouvier, 1912
- Delclosia † Rabadà, 1993
- Dugastella Bouvier, 1912
- Edoneus Holthuis, 1978
- Gallocaris Sket & Zakšek, 2009
- Halocaridina Holthuis, 1963
- Halocaridinides Fujino & Shokita, 1975
- Jolivetya Cals, 1986
- Jonga Hart, 1961
- Lancaris Cai & Bahir, 2005
- Limnocaridella Bouvier, 1913
- Limnocaridina Calman, 1899
- Mancicaris Liang, Z. L. Guo & Tang, 1999
- Marosina Cai & Ng, 2005
- Micratya Bouvier, 1913
- Neocaridina Kubo, 1938
- Palaemonias Hay, 1902
- Paracaridina Liang, Z. L. Guo & Tang, 1999
- Paratya Miers, 1882
- Parisia Holthuis, 1956
- Potimirim Holthuis, 1954
- Puteonator Gurney, 1987
- Pycneus Holthuis, 1986
- Pycnisia Bruce, 1992b
- Sinodina Liang & Cai, 1999
- Stygiocaris Holthuis, 1960
- Syncaris Holmes, 1900
- Troglocaris Dormitzer, 1853
- Typhlatya Creaser, 1936
- Typhlocaridina Liang & Yan, 1981
- Typhlopatsa Holthuis, 1956